# كايلي ويلر
كايلي ويلر (بالإنجليزية: Kylie Wheeler) هي منافسة ألعاب القوى أسترالية، ولدت في 17 يناير 1980.

## وصلات خارجية
- كايلي ويلر على موقع الاتحاد الدولي لألعاب القوى (الإنجليزية)
- كايلي ويلر على موقع النتائج التاريخية لألعاب القوى الأسترالية (الإنجليزية)
- كايلي ويلر على موقع أوليمبيديا (الإنجليزية)
- كايلي ويلر على موقع اللجنة الأولمبية الأسترالية (الإنجليزية)
- كايلي ويلر على موقع اتحاد ألعاب الكومنولث (مؤرشف) (الإنجليزية)